# Benoitia agraulosa
Benoitia agraulosa là một loài nhện trong họ Agelenidae.
Loài này thuộc chi Benoitia. Benoitia agraulosa được Jia-Fu Wang & Jia-Fu Wang miêu tả năm 1991.